# Filasterea
Règne
Les Filastériens (ou Filasterea) sont un règne d’organismes unicellulaires opisthocontes, plus proche des Animaux que des Champignons.

## Liste des familles
Familles :
- Capsasporidae
  - Capsaspora
- Ministeriidae
  - Ministeria
- Txikisporidae
- incertae sedis
  - Pigoraptor

## Classification
- Eukaryota
  - Unikonta
    - Amoebozoa
    - Opisthokonta
      - Holomycota
        - Cristidiscoidea
        - Fungi

      - Holozoa
        - Mesomycetozoa
        - Filozoa
          - Filasterea
          - Choanozoa
            - Choanoflagellata
            - Metazoa

  - Bikonta